# Belenois calypso
Belenois calypso is een vlindersoort uit de familie van de Pieridae (witjes), onderfamilie Pierinae.
Belenois calypso werd in 1773 beschreven door Drury.